# Бар Рафаелі
Бар Рафаелі, (івр. בר רפאלי, нар. 4 червня 1985, Год-га-Шарон, Ізраїль) — ізраїльська супермодель, акторка, телеведуча та підприємиця.

## Біографія
Бар Рафаелі народилася в місті Год-га-Шарон в Ізраїлі. Її мати Ципі Левін — колишня успішна ізраїльська модель, а предки походили з Італії, Литви та Польщі.

## Кар'єра
В модельному бізнесі з самого дитинства — восьмимісячною вперше знялася в рекламі фотоплівки. З 15 років Рафаелі активно знімається для модних журналів, таких як Vogue, Harper's Bazaar, ELLE, GQ і Maxim і представляє різні бренди по всьому світу.
Працювала на подіумі для Armani, Roberto Cavalli, Gucci, Valentino та ін.
Знімалася для Sports Illustrated Swimsuit Issue.
Брала участь в показах Victoria's Secret.
Знялася у відеозбірнику пісень для дітей «Як великі» Аріка Айнштейна, в рекламах Кока-Коли, фірм «Зоглобек», «Мілки», «Шоколад а-Пара» і багатьох інших, в тому числі в рекламі нових парфумів Паффа Дедді.
Наприкінці 2015 року підозрювалася в Ізраїлі в ухиленні від сплати податків на суму в 260 тисяч доларів. Податкове управління Ізраїлю пред'явило моделі претензії щодо бартерних гонорарів, які вона отримувала в обмін на рекламу послуг і товарів. У справі проходили також брат і мати моделі.
Бар Рафаелі стала однією з чотирьох провідних пісенного конкурсу Євробачення, який проходив 14, 16 і 18 травня 2019 року в Тель-Авіві, Ізраїль

## Особисте життя
У 2003 році, 18-річною, одружилася з другом сім'ї Аріком Вайнштейном,  незабаром шлюб розпався, проте допоміг уникнути служби в армії — одружені жінки в Ізраїлі не підлягають призову.
З 2006 по 2009 зустрічалася з Леонардо ді Капріо. У 2010 пара  поновила стосунки, 26 березня оголосила про перерву, літом знову зустрічалися і планували шлюб, у травні 2011 розійшлися.
З 24 вересня 2015 року одружена з бізнесменом Аді Езра, з яким зустрічалася три роки до того. У подружжя є дві дочки і син.

## Відзнаки
- У березні 2009 року стала лауреаткою Міжнародної жіночої премії (Women's World Award) у номінації «стиль»[16].
- Найсексуальніша жінка світу 2012 року за версією журналу Maxim[17].